# Stanisław Marian Kruszyński
Stanisław Marian Kruszyński (ur. 16 kwietnia 1899 we Lwowie, zm. 21 kwietnia 1942 w ZSRR) – major artylerii Wojska Polskiego.

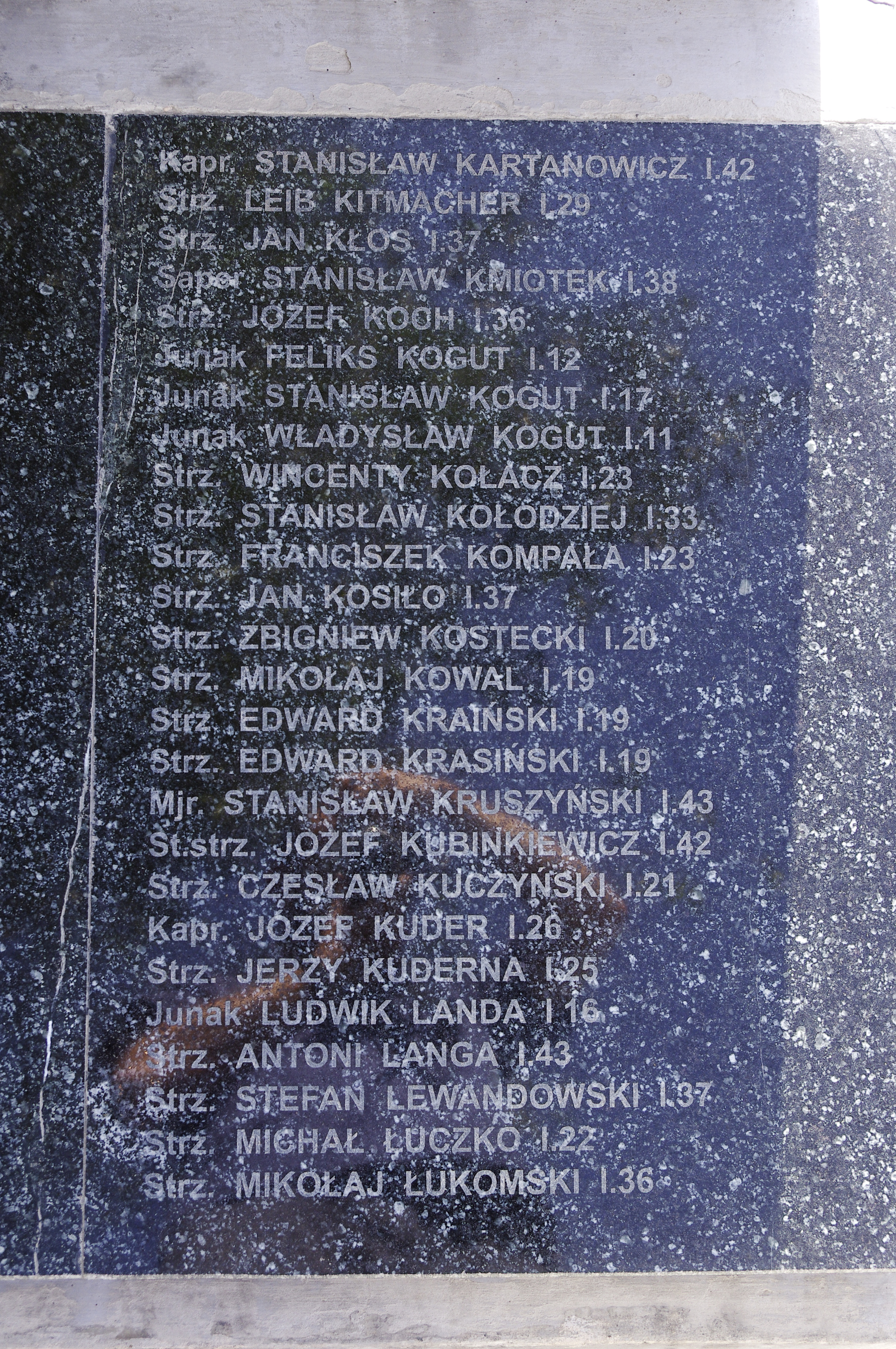
Tablica z nazwiskiem mjr. Kruszyńskiego na cmentarzu w Shahrisabz

## Życiorys
Urodził się 16 kwietnia 1889.
Po zakończeniu I wojny światowej, jako były oficer c. i k. armii został przyjęty do Wojska Polskiego i zatwierdzony w stopniu podporucznika. Został awansowany do stopnia porucznika artylerii ze starszeństwem z dniem 1 czerwca 1919. W latach 20. służył w 5 pułku artylerii polowej we Lwowie. Został awansowany na stopień kapitana ze starszeństwem z dniem 1 lipca 1925. W 1928 był dowódcą 7 baterii pułku. W 1932 był oficerem Dowództwa Okręgu Korpusu Nr VI we Lwowie.
Po wybuchu II wojny światowej w czasie kampanii wrześniowej był dowódcą III dywizjonu w 13 pułku artylerii lekkiej. Później był majorem Polskich Sił Zbrojnych w ZSRR. Do 9 stycznia 1942 był dowódcą I dywizjonu w 6 Lwowskim pułku artylerii lekkiej, po czym został mianowany I oficerem sztabu dowództwa artylerii 6 Lwowskiej Dywizji Piechoty. Zmarł 21 kwietnia 1942 na obszarze ZSRR. Został pochowany na cmentarzu wojskowym w Shahrisabz.

## Ordery i odznaczenia
- Krzyż Walecznych[11]
- Srebrny Krzyż Zasługi

Za służbę w szeregach 39 pułku piechoty Strzelców Lwowskich por. Stanisław Kruszyński otrzymał Krzyż Srebrny Orderu Virtuti Militari. Potwierdzał to Rocznik Oficerski 1923 przy por. Stanisławie Marianie Kruszyńskim, jednak już Roczniki Oficerskie 1924, 1928, 1932 nie wskazały Orderu Militari przy tymże oficerze.